# Comuna Luciînciîk, Murovani Kurîlivți
Luciînciîk (în ucraineană Лучинчик) este o comună în raionul Murovani Kurîlivți, regiunea Vinnița, Ucraina, formată din satele Hlîboka Dolîna și Luciînciîk (reședința).

## Demografie
Componența lingvistică a satului Luciînciîk
     Ucraineană (98,3%)
     Alte limbi (1,06%)
Conform recensământului din 2001, majoritatea populației satului Luciînciîk era vorbitoare de ucraineană (98,3%), existând în minoritate și vorbitori de alte limbi.